# Фома (Демчук)
Епи́скоп Фома́ (в миру Вади́м Бори́сович Демчу́к; род. 9 марта 1983, Бельцы, МССР, СССР) — архиерей Русской православной церкви на покое, бывший епископ Покровский и Новоузенский (2023—2025). Наместник Троице-Сергиевой лавры (2020—2023).

## Биография
Родился 9 марта 1983 года в городе Бельцы в семье рабочих. Крещён во младенчестве.
С 10 лет алтарничал в Успенской церкви села Моара де Пятрэ Дрокиевского района Молдавии, затем в Николаевском соборе города Бельцы.
В 1990—2000 годах обучался в средней школе № 4 города Бельцы. По окончании школы переехал в Свято-Троицкую Сергиеву лавру, где трудился разнорабочим и готовился к поступлению в семинарию, обучаясь на катехизаторских курсах при Петропавловском подворье лавры.
13 августа 2002 года зачислен на первый курс Московской духовной семинарии и назначен на послушание иподиакона ректора МДА архиепископа Верейского Евгения.
27 февраля 2007 года принят в число братии Свято-Троицкой Сергиевой лавры.
С марта 2007 года по июль 2008 года исполнял послушание ризничего и келейника лаврского духовника игумена Виссариона (Остапенко). 21 июля 2008 года назначен секретарём-референтом наместника лавры епископа Сергиево-Посадского Феогноста.
В 2007 году окончил обучение в семинарии, защитив дипломную работу на тему «Положение Православной Церкви в Молдавии с 1924 по 1941 годы».
В 2008 году поступил в Московскую духовную академию, которую окончил в 2010 году.
22 апреля 2008 года в Троицком соборе лавры епископом Сергиево-Посадским Феогностом пострижен в рясофор с оставлением имени Вадим. 22 января 2009 года в Успенском соборе Лавры епископом Сергиево-Посадским Феогностом рукоположён во иеродиакона. 10 апреля 2009 года в Троицком соборе лавры епископом Сергиево-Посадским Феогностом в числе десяти иноков лавры пострижен в мантию с наречением имени Фома в честь апостола Фомы. 27 февраля 2011 года в Троицком соборе лавры архиепископом Сергиево-Посадским Феогностом рукоположён во иеромонаха.
19 октября 2012 года командирован в Донской ставропигиальный мужской монастырь и назначен временно исполняющим обязанности эконома обители. 8 апреля 2013 года принят в братию обители с утверждением в должности эконома.
22 января 2015 года назначен старшим священником приписного к Донскому монастырю храма Державной иконы Божией Матери при главном управлении МВД РФ по экономической безопасности и противодействию коррупции по городу Москве.
17 декабря 2015 года назначен помощником наместника Донского монастыря по богослужебной и административной части.
В марте 2017 года назначен заведующим канцелярией Псковской митрополии.

### Архиерейство
4 мая 2017 года решением Священного синода (журнал № 34) избран епископом Гдовским, викарием Псковской епархии. 10 мая в храме Всех святых, в земле Русской просиявших (Патриаршая и Синодальная резиденция Данилова ставропигиального мужского монастыря) митрополитом Санкт-Петербургским и Ладожским Варсонофием (Судаковым) возведён в сан архимандрита. 3 июня в тронном зале патриарших покоев Троице-Сергиевой лавры патриарх Московский и всея Руси Кирилл возглавил чин наречения архимандрита Фомы (Демчука) во епископа Гдовского, викария Псковской епархии. 2 июля в новоосвящённом храме преподобной Евфросинии, великой княгини Московской, Патриаршего подворья в Котловке города Москвы состоялась его епископская хиротония, которую совершили патриарх Кирилл, митрополит Санкт-Петербургский и Ладожский Варсонофий (Судаков), архиепископ Сергиево-Посадский Феогност (Гузиков), архиепископ Солнечногорский Сергий (Чашин), епископ Дмитровский Феофилакт (Моисеев), епископ Великолукский и Невельский Сергий (Булатников), епископ Бронницкий Парамон (Голубка).
14 июля 2018 года решением Священного синода назначен епископом Уржумским и Омутнинским.
26 февраля 2019 года решением Священного синода освобождён от управления Уржумской епархией и назначен наместником ставропигиального Донского монастыря с титулом епископа Бронницкого, викария патриарха Московского и всея Руси.
28 февраля 2019 года распоряжением патриарха Кирилла назначен управляющим Северным и Северо-западным викариатствами города Москвы. А 12 марта 2019 года управление Северным викариатством города Москвы было возвращено епископу Парамону (Голубке). 16 июля 2019 года распоряжением патриарха Кирилла назначен также управляющим Южным викариатством города Москвы.
23 июля 2019 года указом патриарха Кирилла назначен исполняющим обязанности первого заместителя председателя финансово-хозяйственного управления Русской православной церкви, тем же решением назначен куратором программы строительства православных храмов в городе Москве. 30 августа 2019 года решением Священного синода утверждён в должности первого заместителя председателя финансово-хозяйственного управления.
25 августа 2020 года решением Священного синода РПЦ назначен наместником Троице-Сергиевой лавры с титулом «Сергиево-Посадский» и освобождён от должности наместника Донского монастыря Москвы и первого заместителя председателя финансово-хозяйственного управления.
3 сентября 2020 года освобождён от управления Северо-Западным викариатством города Москвы, с сохранением за ним Южного викариатства города Москвы.
13 апреля 2021 года Священного синода РПЦ определён правящим архиереем вновь образованной Сергиево-Посадской епархии, епископом Сергиево-Посадским и Дмитровским, с сохранением за ним должности наместника Свято-Троицкой Сергиевой лавры.
29 декабря 2021 года решением Священного синода РПЦ назначен председателем Комиссии Русской православной церкви по развитию паломничества и принесению святынь.
24 августа 2023 года решением Священного синода РПЦ назначен епископом Покровским и Новоузенским с освобождением его от управления Сергиево-Посадской епархией, должности наместника Свято-Троицкой Сергиевой Лавры и председателя Комиссии Русской Православной Церкви по развитию паломничества и принесению святынь.
15 мая 2025 года решением Священного Синода освобождён от управления Покровской епархией и почислен на покой. Местом пребывания на покое определён Свято-Знаменский Абалакский мужской монастырь под архипастырским наблюдением Преосвященного митрополита Тобольского и Тюменского Димитрия.